# 劉四科
劉四科（1545年—1610年），字希哲，號健菴，陝西漢中府紫陽縣軍籍西安府涇陽縣人，明朝政治人物。

## 生平
嘉靖四十三年（1564年）甲子科陝西鄉試第二十七名舉人。隆慶五年（1571年）中式辛未科會試第二百六十九名，三甲第二百一十三名進士。吏部觀政，授山西长治县知县，萬曆五年（1577年）擢吏部主事，七年升员外郎，养病。复除本部，历官吏部验封司郎中，十五年三月改考功司郎中，给假。十八年复除验封司郎中，转文选司，丁憂歸。二十一年九月升太常寺少卿，次年告病。二十六年五月起复原职，八月升太僕寺卿，二十七年五月升太常寺卿，二十九年九月升右副都御史、整饬蓟州兵备兼巡抚顺天等处地方，三十二年加升兵部右侍郎兼右佥都御史，以三品六年考满，三十三年九月加升都察院右都御史兼兵部右侍郎，照旧巡抚，给与应得诰命，荫一子入监读书。十一月以蓟辽昌保四镇大阅八事，加右都御史，以二品满考，三十七年二月加升兵部尚书兼右副都御史，三十八年六月卒于官，贈太子少保。

## 家族
曾祖劉通；祖父劉冲，贈衛經歷；父劉騰，縣丞。母鄭氏；繼母徐氏。具庆下。子刘宇曜，萬曆庚戌進士；曾孙劉嶤，康熙癸丑进士。